# Wodynie (gmina)
Wodynie – gmina wiejska w województwie mazowieckim, w powiecie siedleckim. W latach 1975–1998 gmina położona była w województwie siedleckim.
Siedziba gminy to Wodynie.
Według danych z 30 czerwca 2004 gminę zamieszkiwało 4867 osób.

## Ochrona przyrody
Na obszarze gminy częściowo znajduje się rezerwat przyrody Kulak chroniący różnorodne zbiorowiska roślinne ze stanowiskami wielu gatunków roślin chronionych i rzadkich, a w szczególności stanowiska rosiczki długolistnej.

## Struktura powierzchni
Według danych z roku 2002 gmina Wodynie ma obszar 115,66 km², w tym:
- użytki rolne: 68%
- użytki leśne: 27%

Gmina stanowi 7,21% powierzchni powiatu.

## Demografia

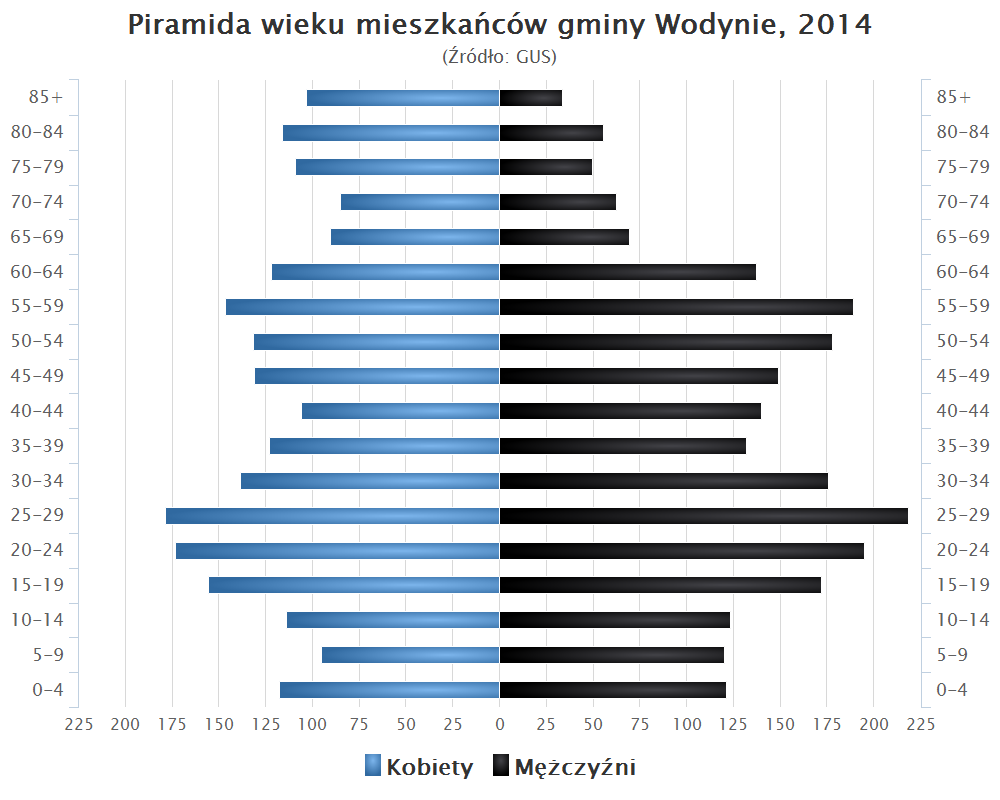
Piramida wieku mieszkańców gminy Wodynie w 2014 roku

Dane z 30 czerwca 2004:
| Opis                              | Ogółem | Ogółem | Kobiety | Kobiety | Mężczyźni | Mężczyźni |
| --------------------------------- | ------ | ------ | ------- | ------- | --------- | --------- |
| jednostka                         | osób   | %      | osób    | %       | osób      | %         |
| populacja                         | 4867   | 100    | 2403    | 49,4    | 2464      | 50,6      |
| gęstość zaludnienia (mieszk./km²) | 42,1   | 42,1   | 20,8    | 20,8    | 21,3      | 21,3      |

## Sołectwa
Borki, Brodki, Budy, Czajków, Helenów, Jedlina, Kaczory, Kamieniec, Kochany, Kołodziąż, Łomnica, Młynki, Oleśnica, Ruda Wolińska, Rudnik Duży, Rudnik Mały, Seroczyn, Soćki, Szostek, Toki, Wodynie, Wola Serocka, Wola Wodyńska, Żebraczka.
Pozostałymi miejscowościami podstawowymi są: Lipiny, Nowiny i Ruda Szostkowska.

## Sąsiednie gminy
Borowie, Domanice, Latowicz, Mrozy, Skórzec, Stoczek Łukowski